# مادية إقصائية

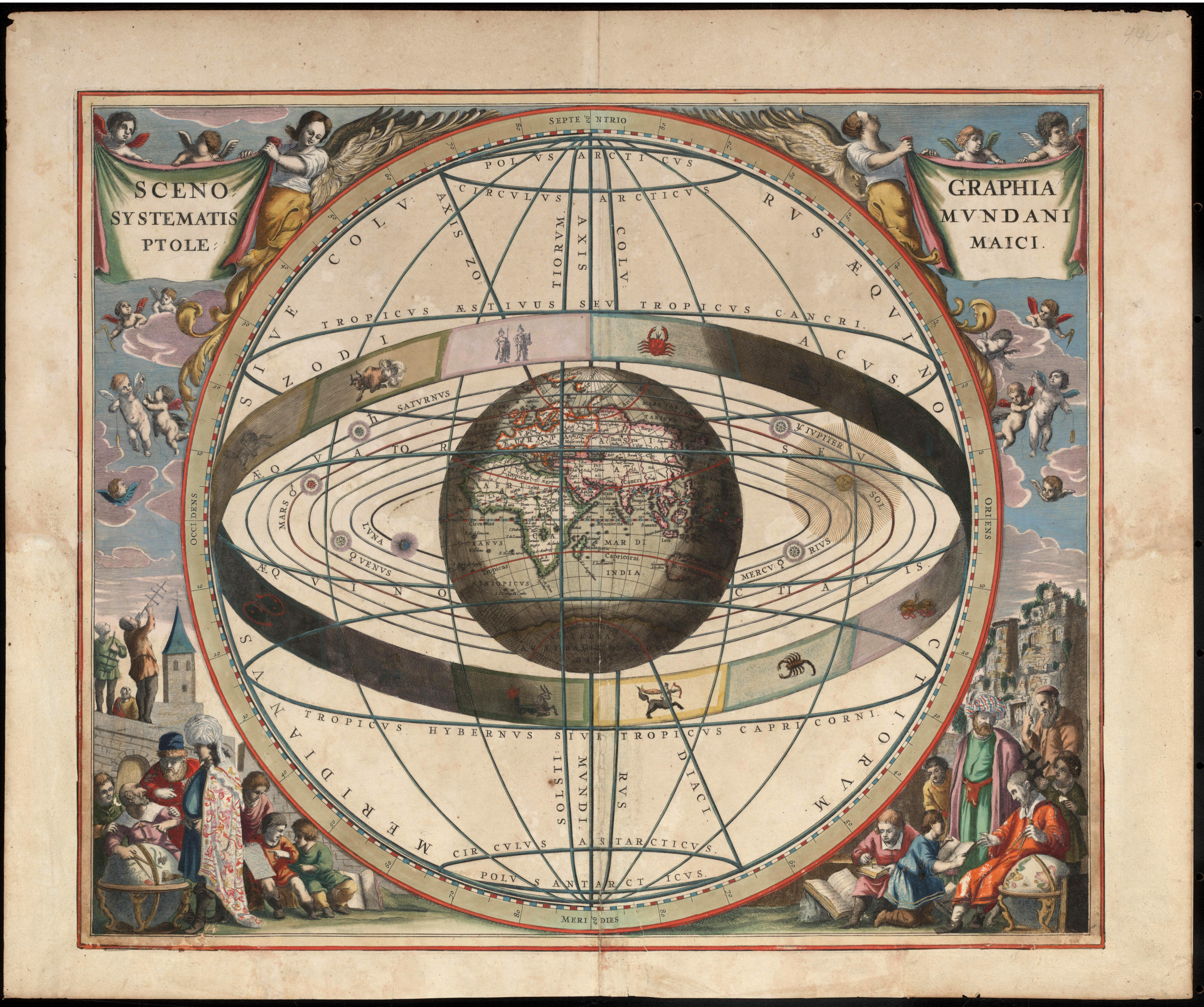
يشبه الإقصائيون أن الاعتقاد الحديث بوجود الظاهرة العقلية أشبه بالاعتقاد القديم بالنظريات الباطلة مثل نموذج مركزية الأرض.

المادية الإقصائية (Eliminative materialism أو الإقصائية eliminativism) عبارة عن وجهة نظر مادية في فلسفة العقل، والتي تقوم على أساس أن الفهم العام البسيط للعقل (أو علم النفس الشعبي) هو أمر باطل، وأن هناك صنف محدد من الحالات العقلية التي يؤمن بها الكثير من الناس ليست موجودة. يزعم بعض الإقصائيين أنه لا توجد علاقة على أساس عصبي للعديد من المفاهيم النفسية مثل الاعتقاد أو الرغبات، إذ أنها لا تعرّف بالشكل الكافي. بالمقابل، فإنهم يحاججون بأنه يجب الحكم على المفاهيم النفسية مثل السلوك أو الخبرة بمدى قدرتها على الاختزال إلى المستوى الحيوي. بعض النسخ الأخرى من الإقصائية تستلزم عدم وجود الحالات العقلية الواعية مثل الألم والإدراك البصري.
تقف المادية الإقصائية على النقيض من المادية الاختزالية، والتي ترى بأن الحالة العقلية معرفة بشكل جيد، وأن المزيد من البحث سيعطي نتائجاً أكثر تفصيلاً، ولكن ضمن الفهم ذاته للحالة العقلية.
إن تطبيق الفلسفة الإقصائية على صنف من الكينونات هو وجهة النظر أن ذلك الصنف من الكينونات غير موجود. على سبيل المثال، فإن المادية هي إقصائية فيما يتعلق بموضوع النفس، وكيميائيو العصر الحديث يقصون (يستبعدون) فكرة وجود الفلوجستون، أما الفيزيائيون في العصر الحالي فيقصون فكرة وجود أثير مضيء. تعد فكرة المادية الإقصائية حديثة نسبياً (ستينات وسبعينات القرن العشرين).

## اقرأ أيضاً
- مادية
- بول تشيرتشلاند
- باتريسيا تشيرتشلاند